# دوري كرة القدم الأمريكية 1945–46
دوري كرة القدم الأمريكية 1945–46 هو موسم من دوري كرة القدم الأمريكية ‏. فاز فيه Baltimore Americans ‏.